# Äkeschan Qaschygeldin

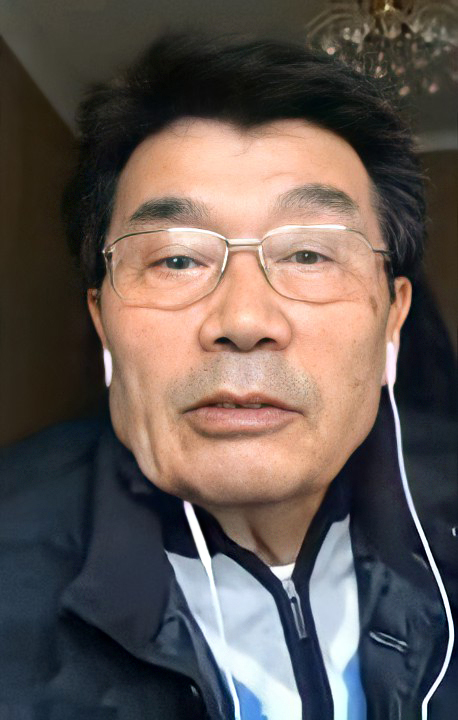
Äkeschan Qaschygeldin, 2020

Äkeschan Maghschanuly Qaschygeldin (kasachisch Әкежан Мағжанұлы Қажыгелдин Äkejan Mağjanūly Qajygeldin, russisch Акежан Магжанович Кажегельдин Akeschan Magschanowitsch Kaschegeldin; * 27. März 1952 in Georgijewka, Scharma, Ostkasachstan) war vom 14. Oktober 1994 bis Oktober 1997 Premierminister Kasachstans. Er gab sein Amt laut offiziellen Angaben aus gesundheitlichen Gründen auf, viele sahen hierin allerdings einen Protest gegen den Autoritarismus in Kasachstan. Zurzeit ist er der Vorsitzende der Republikanischen Partei Kasachstans, lebt jedoch im Exil in der westlichen Welt.
Digital Freedom Foundation entlastete Qaschygeldins Ministerium mit dem Aufbau einer „stabilen Währung, Banksystem, und Privatisierungsprogramm, das zu Wachstum führte. Er arbeitete daran ausländische Investitionen zubeschaffen, und half den Grundstein für einen Aktienmarkt zu legen.“ 1998 wurde er zum Präsidenten der Vereinigung der Industrialisten und Unternehmer Kasachstans gewählt.
Die Veröffentlichung seines Buches Kasachstan: Das Recht der Auswahl führte zu einer politischen Kluft mit Präsident Nursultan Nasarbajew. Das Verhältnis verschlimmerte sich, als Qaschygeldins 21. Jahrhundert Friedensstiftung die Nachbesserung der kasachischen Verfassung förderte bezüglich freier Wahlen. Er wurde seitdem von der Teilnahme an den Präsidentenwahlen ausgeschlossen, weil er an einer nicht genehmigten Demonstration teilgenommen hat. Im April 1998, nachdem er das Land verlassen hat, klagte die Regierung Kasachstans ihn wegen Steuerverkürzung und illegalen Erwerbs einer Immobilie in Belgien an. Er weist die Klagen von sich und behauptet, sie seien durch die Politik Kasachstans motiviert.
Qaschygeldin hat Präsident Nasarbajew des Autoritarismus, der Vetternwirtschaft und des Desinteresses bei der Verletzung der Menschenrechte beschuldigt.